# John H. Auer
Pour les articles homonymes, voir Auer.
John H. Auer est un réalisateur, producteur et scénariste d'origine austro-hongroise, émigré aux États-Unis, né le 3 août 1906 à Budapest (Autriche-Hongrie), mort le 14 mars 1975 à Riverside (États-Unis).

## Filmographie

### Comme réalisateur
- 1932 : Una Vida por otra
- 1933 : Su última canción
- 1935 : Major Bowes Amateur Theater of the Air
- 1935 : Le Crime du docteur Crespi (The Crime of Dr. Crespi)
- 1936 : Frankie and Johnnie
- 1936 : A Man Betrayed
- 1937 : 3 du trapèze (Circus Girl)
- 1937 : Rhythm in the Clouds
- 1938 : Paradis en folie (Outside of Paradise)
- 1938 : Invisible Enemy
- 1938 : A Desperate Adventure
- 1938 : I Stand Accused
- 1938 : Deux Camarades (Orphans of the Street)
- 1939 : Forged Passport
- 1939 : S.O.S. Tidal Wave
- 1939 : Smuggled Cargo
- 1939 : Sous faux pavillon (Calling All Marines)
- 1939 : Thou Shalt Not Kill
- 1940 : Women in War
- 1940 : Hit Parade of 1941
- 1941 : Suicide ou Crime (A Man Betrayed)
- 1941 : The Devil Pays Off
- 1942 : Pardon My Stripes
- 1942 : Une nuit à La Havane (Moonlight Masquerade)
- 1942 : Johnny Doughboy
- 1943 : Idylle à Tahiti (Tahiti Honey)
- 1943 : Regards sur le passé (Gangway for Tomorrow (en))
- 1944 : Sept Jours à terre (Seven Days Ashore)
- 1944 : Sérénade américaine (Music in Manhattan)
- 1945 : Pan-Americana
- 1947 : Beat the Band
- 1947 : L'Homme que j'ai choisi (The Flame)
- 1948 : La Naufragée (I, Jane Doe)
- 1948 : Tam-tam sur l'Amazone (Angel on the Amazon)
- 1950 : Le Mousquetaire de la vengeance (The Avengers)
- 1950 : Hit Parade of 1951
- 1952 : Les Diables de l'Oklahoma (Thunderbirds)
- 1953 : Traqué dans Chicago (City That Never Sleeps)
- 1954 : Les Bas-fonds d'Hawaï (Hell's Half Acre)
- 1955 : Pavillon de combat (The Eternal Sea)
- 1957 : Johnny la Bagarre (Johnny Trouble)

### Comme producteur
- 1931 : El Comediante
- 1935 : Major Bowes Amateur Theater of the Air
- 1935 : The Crime of Dr. Crespi
- 1938 : A Desperate Adventure
- 1938 : I Stand Accused
- 1939 : Forged Passport
- 1939 : Smuggled Cargo
- 1942 : Moonlight Masquerade
- 1942 : Johnny Doughboy
- 1943 : Tahiti Honey
- 1943 : Gangway for Tomorrow (en)
- 1944 : Seven Days Ashore
- 1944 : Music in Manhattan
- 1944 : Girl Rush
- 1945 : Pan-Americana
- 1947 : L'Homme que j'ai choisi (The Flame)
- 1948 : La Naufragée (I, Jane Doe)
- 1948 : Tam-tam sur l'Amazone (Angel on the Amazon)
- 1950 : Les Mousquetaires de la vengeance (The Avengers)
- 1950 : Hit Parade of 1951
- 1951 : Tonnerre sur le Pacifique (The Wild Blue Yonder)
- 1952 : Les Diables de l'Oklahoma (Thunderbirds)
- 1953 : Traqué dans Chicago (City That Never Sleeps)
- 1954 : Les Bas-fonds d'Hawaï (Hell's Half Acre)
- 1955 : Pavillon de combat (The Eternal Sea)
- 1957 : Whirlybirds (série télévisée)
- 1957 : Johnny Trouble
- 1958 : U.S. Marshal (série télévisée)

### Comme scénariste
- 1932 : Una Vida por otra
- 1935 : The Crime of Dr. Crespi